# Aydın Karabulut
Aydın Karabulut (* 25. Januar 1988 in Berlin) ist ein deutsch-türkischer Fußballspieler.

## Karriere

### Vereine
Karabuluts Karriere begann in der Jugendmannschaft von Hertha BSC, wo er mit seiner Mannschaft deutscher B-Jugend-Meister wurde.
Der Stürmer wurde darauf in die U19-Nationalmannschaft der Türkei berufen, in der er es auf fünf Einsätze brachte. Anfang 2006 wechselte er zu Beşiktaş Istanbul, wo er einen Vertrag bis 2010 erhielt. In seinem ersten Jahr ließ ihn Trainer Jean Tigana bei den Amateuren Erfahrung sammeln; in der Saison 2007/08 spielte er als Ergänzungsspieler bei den Profis in der Turkcell Süper Lig.
Sein erstes Tor für Beşiktaş erzielte er am 5. Januar 2008 im türkischen Pokalwettbewerb gegen Diyarbakır Büyükşehir Belediyespor. Sein erstes Meisterschaftstor gelang ihm im Spiel gegen Trabzonspor. Nach einem zweimonatigen Gastspiel bei Ankaraspor wechselte Karabulut im September 2009 zu MKE Ankaragücü. Nach einem Jahr war er bis Januar 2011 vereinslos. Dann wurde er vom Erstligisten und Aufsteiger Kardemir Karabükspor verpflichtet. Nach erfolgreichem Klassenerhalt musste er den Verein trotzdem verlassen und schloss sich dem Zweitligisten Göztepe Izmir an. Bereits zum Saisonende 2011/12 wurde bei Göztepe sein Vertrag aufgelöst.
Zur Saison 2012/13 wechselte er zum neuen Erstligisten Sanica Boru Elazığspor. Bereits nach einer Saison verließ er diesen Verein Richtung Ligakonkurrent Sivasspor. Auch hier spielte Karabulut nur eine Saison und wechselte in der Sommerpause 2014 zu Bursaspor. Bei diesem Verein wurde er bereits vor Saisonbeginn vom Cheftrainer Şenol Güneş aus dem Mannschaftskader suspendiert und kehrte in der Winterpause als Leihgabe zu seinem vorherigen Verein Sivasspor zurück. In der Saison 2015/16 wurde erst in den Mannschaftskader von Bursaspor aufgenommen, aber nach einigen Wochen und Pflichtspieleinsätzen erneut aus dem Kader suspendiert.
Im Frühjahr 2016 wechselte Karabulut zum Erstligisten Gençlerbirliği Ankara. Hier etablierte er sich erst als Stammspieler und anschließend als Leistungsträger. Nach dieser erfolgreichen Zeit wechselte er zur Saison 2017/18 zum Ligarivalen Antalyaspor, kehrte aber nach nur sechs Monaten wieder zurück. Nach dem Abstieg der Hauptstädter verließ Karabulut erneut den Verein und zog zu Sivasspor weiter. Hier kam er in der Hinrunde der Saison 2018/19 zu lediglich einem Pflichtspieleinsatz und wechselte daraufhin in der Wintertransferperiode zu seinem früheren Verein Ankaragücü.

### Nationalmannschaft
Karabulut durchlief von der türkischen U-18- bis zur U-21-Nationalmannschaft nahezu alle Altersstufen der Türkei.
Nachdem er bei seinem Verein über mehrere Wochen zu überzeugen wusste, wurde er im November 2013 im Rahmen zweier Testspiele vom Nationaltrainer Fatih Terim zum ersten Mal in seiner Karriere in das Aufgebot der türkischen Nationalmannschaft nominiert. In diesen Testspielen saß Karabulut auf der Ersatzbank und kam zu keinem Einsatz.
Im Anschluss an die Saison 2013/14 wurde Karabulut im Rahmen einer 18-tägigen Länderspielreise in den Kader der türkischen Nationalmannschaft nominiert. Beim ersten Testspiel dieser Reise gab Karabulut gegen die kosovarische Fußballauswahl sein Länderspieldebüt.